# سیف‌الدین خوارزمی
امیر سیف‌الدین خوارزمی یا امیر سیف‌الدین بیتکچی خوارزمی یا امیر سیف‌الدین بهادر بن عبدالله (مرگ ۶۶۱ هجری ) چندی وزارت ایلخانان را اوایل عهد هلاکوخان برعهده داشت. به دنبال قتل او در سال ۶۶۱ هجری وزارت را به شمس‌الدین محمد جوینی برادر عطاملک جوینی که حکومت بغداد را به او داده بود، رسید.